# Nemo (film, 1984)
Pour plus de détails, voir Fiche technique et Distribution.
Nemo est un film franco-britannique d'Arnaud Sélignac, sorti en 1984.

## Synopsis
Profitant de l'absence de ses parents, un petit garçon vivant dans un gratte-ciel à Manhattan prend l'ascenseur. Mais l'appareil accélère et ne s'arrête que sur un autre monde, où le soleil ne se lève jamais et où la neige est bleue.

## Fiche technique
- Scénario : Arnaud Sélignac, Jean-Pierre Esquenazi et Telsche Boorman
- Réalisation : Arnaud Sélignac
- Musique : Gabriel Yared
- Production : John Boorman et Claude Nedjar
- Photographie : Philippe Rousselot
- Montage : Tom Priestley
- Création des décors et direction artistique : Gilles Lacombe et Nikos Meletopoulos
- Décor plateau : Dominique Barouh
- Création des costumes : Michèle Hamel
- Pays :  Royaume-Uni,  France et  États-Unis
- Genre : aventure, fantasy
- Durée : 97 minutes
- Date de sortie : 12 décembre 1984 en France

## Distribution
- Seth Kibel : Nemo (enfant)
- Jason Connery : Nemo (adolescent)
- Mathilda May : Alice
- Nipsey Russell : Mr. Rip / Benjamin
- Harvey Keitel : Mr. Legend
- Carole Bouquet : Rals-Akraï
- Michel Blanc : Boris / le père de Nemo
- Katrine Boorman : Duchka / la mère de Nemo
- Dominique Pinon : Monkey
- Charley Boorman : Cunegond / le liftier
- Gaëtan Bloom : Pouchkine
- Pierre Forget : Wagner
- Marcus Powell : Grünwald